# Emerse Faé
Emerse Faé (Nantes, Francia, 24 de enero de 1984) es un exjugador y entrenador de fútbol francés nacionalizado marfileño. Actualmente dirige a la selección de Costa de Marfil.

## Carrera como jugador
Nacido en Nantes, Faé comenzó su carrera juvenil en el USSA Vertou, antes de pasar al FC Nantes en 1999.

### Nantes
La carrera profesional de Faé comenzó en 2003 con el club de su ciudad natal, FC Nantes, que entonces estaba en la Ligue 1. Hizo su debut europeo el 26 de julio de 2003, en una derrota por 3-2 en la tercera ronda de la Copa Intertoto de la UEFA.En agosto de 2003 debutó en la liga francesa, en un empate 0-0 contra el Bourdeaux.En la final de la Copa de la Liga de 2004, fue titular en el equipo que acabó perdiendo en los penaltis.Luego jugó más de 100 partidos de liga para ellos. El 9 de mayo de 2007, el Nantes descendió a la Ligue 2 y presentó una solicitud de transferencia.

### Reading
Durante la ventana de transferencia del verano de 2007, Faé fue transferido al Reading de la Premier League y finalmente completó un movimiento de £2,5 millones el 2 de agosto de 2007, firmando un contrato de tres años, con la opción de un cuarto.
Tras no tener lugar en el primer equipo, se negó a jugar en el equipo filial contra el Tottenham Hotspur junto con Ibrahima Sonko. Ambos fueron multados con dos semanas de salario y suspendidos durante dos semanas y, por lo tanto, se perdieron los dos últimos partidos de liga de la temporada, que terminaron con el descenso del club.Luego, Faé voló de regreso a Francia con Steve Coppell y dijo que nunca volvería a jugar allí.

### OGC Niza
En junio de 2008, fue cedido al OGC Niza de la Ligue 1, con vistas a una transferencia permanente.El 29 de enero de 2009, se confirmó su transferencia permanente por una tarifa no revelada.Luego de tres años y medio en el club francés, el 1 de febrero de 2012 anunció su retirada del fútbol a los 28 años debido a problemas persistentes de flebitis.

## Carrera internacional
Faé jugó con las categorías inferiores de la selección de fútbol de Francia, tanto con la sub-17 como con la sub-21. Sin embargo, en 2005, tras un cambio en las reglas de la FIFA relativas a la elegibilidad para las selecciones nacionales, Faé decidió jugar para Costa de Marfil, el país de donde procedían sus padres.
Faé fue convocado para el Mundial 2006, y disputó además las Copas de África de 2006 y 2008, aunque no fue convocado para el Mundial 2010. Su único gol con la selección marfileña lo logró en un partido amistoso contra Suiza en Basilea.

## Carrera como entrenador
Durante la temporada 2012-13, Faé se incorporó al centro de formación del OGC Niza para obtener sus diplomas de entrenador de fútbol. Después de tres temporadas como asistente técnico de Alain Wathelet en el equipo sub-17, se convirtió en entrenador en 2015.El 8 de julio de 2021, Faé fue nombrado entrenador de la filial del Clermont Foot 63, jugando en el Championnat National 3.En mayo de 2022, dejó su cargo en el club francés para ser el asistente de Jean-Louis Gasset en la selección de Costa de Marfil.

### Costa de Marfil
El 24 de enero de 2024, se hizo cargo del seleccionado marfileño luego del despido de Gasset durante el transcurso de la Copa Africana de Naciones 2023, debido a una actuación muy mala en fase de grupos con 1 sola victoria ante Guinea-Bissau y dos derrotas contra Guinea Ecuatorial y Nigeria (a la que se vería en la misma final del torneo) y ante la dificultad de la Federación de firmar a seleccionadores con más experiencia. No obstante, consiguió eliminar en octavos a Senegal, la vigente campeona y una de las favoritas, en penaltis. En cuartos, jugando 10 toda la segunda parte y la prórroga, eliminaría a Malí, llegando a semifinales. En dicha instancia, eliminarían a la selección de la Republica Democrática del Congo por 1-0, plantándose en la final superando todas las expectativas tras la paupérrima fase de grupos.
El 11 de febrero, en la final, volvería a verse contra Nigeria, remontando el partido ganando 2-1 y obteniendo así el título.
El 19 de febrero de 2024, la Federación Marfileña de Fútbol lo ratificó en su cargo luego de la buena performance en la Copa Africana de Naciones.

## Clubes

### Como jugador
| Club      | País       | Año       |
| --------- | ---------- | --------- |
| FC Nantes | Francia    | 2003-2007 |
| Reading   | Inglaterra | 2007-2008 |
| OGC Niza  | Francia    | 2008-2012 |

### Como entrenador
| Club                         | País            | Año           |
| ---------------------------- | --------------- | ------------- |
| Clermont Foot 63 B           | Francia         | 2021-2022     |
| Selección de Costa de Marfil | Costa de Marfil | 2024-presente |

## Palmarés

### Como entrenador

#### Campeonatos internacionales
| Título                    | Equipo                       | País            | Año  |
| ------------------------- | ---------------------------- | --------------- | ---- |
| Copa Africana de Naciones | Selección de Costa de Marfil | Costa de Marfil | 2024 |